# Steuben megye (Indiana)
Steuben megye az Amerikai Egyesült Államokban, azon belül Indiana államban található. Megyeszékhelye és legnagyobb városa Angola. Lakosainak száma 34 435 fő (2020. április 1.). Steuben megye Branch, Hillsdale, Williams, DeKalb, Noble és LaGrange megyékkel határos.

## Népesség
A megye népességének változása:
| Lakosok száma | 34 138 | 34 079 | 34 180 | 34 358 | 34 372 | 34 435 |
|               | 2010   | 2011   | 2012   | 2013   | 2015   | 2020   |